# Александър Робов
Алекс Робов e български попфолк певец.

## Биография

### Ранни години
Роден е на 28 март 2002 г. Като дете от 2008 до 2015 година тренира футбол като централен нападател в школата на „Ботев - Пловдив“ и футболът си остава негово хоби и голяма страст.

### Музикална кариера
Дебютира през пролетта на 2020 година с участието си в станалата популярна песен „Не се отказват“, записана съвместно с Денис Теофиков, Малката и Цветелина Грахич. През септември същата година издава дуетна песен с попфолк певицата Цветелина Янева – „Минутите“.
През 2021 г. издава дуети с Данна („Нежно“), Камелия („Искам да се напиеш“, представен и с изпълнение на живо в телевизионното предаване „Шоуто на Николаос Цитиридис“) и Малката („Аномалия“), който с повече от 13 милиона преглеждания става най-гледаният видеоклип за 2021 година в канала на попфолк издателя „Пайнер“ в „Ютюб“.
През 2022 г. Робов издава песента „Забравен“, както и дуетите с Данна „Бях с теб“ и с Малката „Парадокс“. В края на годината представя своя версия на известната
македонска песен „Мене спомняйте“. На 5 декември участва заедно с Данна и Малката в концерт в Кюстендил, на който специални гости са Константин, Камелия и Борис Дали. Концертът е излъчен по телевизия „Планета“ по Коледа и Нова Година а Алекс Робов е част и от празничната програма „Приказна нощ“.
Новата 2023 г. започва с песента „Какво ми трябва“. По-късно през годината издава кавър на песента на певицата Люси, съвместно с нея, „Жестоко е“. Друг проекти, издадени през 2023 г., са дуетът с колежката му, Алисия – „Сряда“ и дуетът с Биляниш – „Никой друг“.
През 2024 г. Александър Робов издава синглите „Вдигни ми“ и „Нищо, че е луда“, трио с Ванеса и дебютанта Томас – „В чуждите очи“, също така и дует с Данна – „Още мога“. Последното музикално парче на Алекс Робов за 2023 г. е дует с Теди Александрова – „Снайпера“, който излиза в края на годината.
През 2025 г. Алекс Робов представя песните „6 плюс“, „Прекалено си красив“ с Яница и „Тук и сега“ с Доника.

## Личен живот
Имал е връзка с плеймейтката, инфлуенсърка и модна дизайнерка, Анджелина Атанасова, която приключва през 2023 г.

## Благотворителна дейност и социална ангажираност
Александър Робов и колегите му от Diamond Beat Production участват в редица благотворителни концерти и каузи, подпомагащи лечението на болни деца и хора в неравностойно положение.